# Universitat Autònoma de Querétaro
La Universitat Autònoma de Querétaro (en castellà: Universidad Autónoma de Querétaro) és una institució d'educació superior de l'Estat de Querétaro a Mèxic.
Va ser fundada el 24 de febrer de 1951 arran de la clausura de l'Antic Col·legi Civil, i va obtenir l'autonomia el 5 de febrer de 1959. La seva missió és: "Participar positivament en el desenvolupament de l'Estat de Querétaro i del país a través d'impartir educació en els seus diferents tipus i modalitats del nivell mitjà superior i superior ".

## Història
L'any 1625, el doctor Diego de Barrientos i Rivera i la seva esposa donya Maria de Lomelín van fer un generós donatiu en benefici de la Companyia de Jesús, amb el propòsit de fundar un col·legi jesuïta a Querétaro.
Es va nomenar com a primer rector del nou col·legi al pare Pedro Cabrera, mateix que va procedir a la compra de les propietats on s'establiria el Col·legi de Sant Ignasi de Loiola el 20 d'agost del 1625 i que funcionaria com a tal fins a l'any de 1767, quan van ser expulsats de Querétaro dels membres de la Companyia de Jesús.
Després de la caiguda de l'Imperi de Maximiliano d'Habsburgo al maig de 1867, el president Benito Juárez nomena Julio M. Cervantes com a governador de Querétaro, qui al seu torn comissiona al llicenciat Prospero C. Vega per a la reobertura dels antics col·legis jesuïtes. Finalment, el 15 de gener de 1869, els antics col·legis de Sant Francesc i Sant Ignasi es fonen en un sol planter amb el nom de Col·legi Civil de l'Estat.
El 1 de octubre de 1949 toma posesión como gobernador del estado el coronel y doctor Octavio S. Mondragón, quien impulsaría la creación de la Universidad de Querétaro.
El 24 de febrero de 1951 se inaugura la Universidad de Querétaro, y el licenciado Fernando Díaz Ramírez és el primer rector de esta casa de estudios.

## Rectors
Han ocupat el càrrec de rector de la Universitat Autònoma de Querétaro (en ordre cronològic):
| - Fernando Díaz Ramírez (1951-1958) (1958-1963) - José Alcocer Pozo (1958) - Alberto Macedo Rivas (1964-1965) - Hugo Gutiérrez Vega (1966-1967) - Enrique Rabell Trejo (1967-1968) - Salvador Septien Barrón (1968-1970) - Agapito Pozo Balbas (1970-1971) - José Guadalupe Ramírez Álvarez (1971-1976) | - Enrique Rabell Fernández (1976-1979) - Mariano Palacios Alcocer (1979-1982) - Braulio Guerra Malo (1982-1988) - Jesús Pérez Hermosillo (1988-1994) - José Alfredo Zepeda Garrido (1994-2000) - Dolores Cabrera Muñoz (2000-2006) - Raúl Iturralde Olvera (2006-2012) - Gilberto Herrera Ruiz (2012-) |

## Campus
A la zona metropolitana de Querétaro es troben els campus: L'aeroport, Centre Històric, Turó de les Campanes, Corregidora, Juriquilla i La Capella. (en enpanyol: Aeropuerto, Centro Histórico, Cerro de las Campanas, Corregidora, Juriquilla y La Capilla.)

## Facultats
La Universitat Autònoma de Querétaro ofereix una àmplia varietat de facultats i cada facultat posseeix diverses carreres. Podem trobar les següents facultats: filosofia, belles arts, informàtica, ciències naturals, enginyeria, ciències polítiques i socials, llengües i lletres, contaduría i administració, medicina, dret, psicologia, infermeria i química.